# Васюнин, Артём Олегович
Артём Олегович Васюнин (укр. Артем Олегович Васюнін, венг. Artyom Olegovics Vaszjunyin, родился 26 января 1984 в Киеве) — венгерский хоккеист украинского происхождения, нападающий венгерского клуба «Дебрецен». Сын хоккеиста Олега Васюнина, выступавшего за киевский «Сокол» и завершившего свою карьеру в Венгрии.

## Карьера

### Клубная
Уроженец Киева, Васюнинявляется воспитанником венгерского хоккея. Карьеру начал в 2000 году в составе команды «Альба Волан Секешфехервар», выступал до 2002 года в её основном составе в чемпионате Венгрии. Позднее он проводил сезоны в командах «Ференцварош» и «Дунаферр Дунауйварош», с последней в сезоне 2003/2004 стал серебряным призёром чемпионата Венгрии и выиграл Кубок кубков. Следующие семь лет он снова провёл в клубе «Альба Волан Секешфехервар», выступая ещё и в Австрийской хоккейной лиге: все эти семи лет Артём бессменно выигрывал чемпионские титулы. В сезоне 2011/2012 Васюнин стал игроком клуба «Дунауйвароши Ацельбикак» (ранее он назывался «Дунаферр Дунауйварош»).

### В сборной
Представлял Венгрию на молодёжном чемпионате мира 2004 года (сыграл более 50 матчей). В 2004 году Федерация хоккея Украины предложила ему выступать за украинскую сборную (к тому моменту у него был украинский паспорт), однако он отказался и проигнорировал тренировочный сбор. В 2009 году сыграл впервые в высшем дивизионе чемпионата мира, однако в шести играх чемпионата не проявил себя (показатель полезности «-5») и набрал две минуты штрафа.